# Ligyra vulcanus
Ligyra vulcanus är en tvåvingeart som först beskrevs av Mario Bezzi 1924.  Ligyra vulcanus ingår i släktet Ligyra och familjen svävflugor.
Artens utbredningsområde är Moçambique. Inga underarter finns listade i Catalogue of Life.